# 헤드 충돌

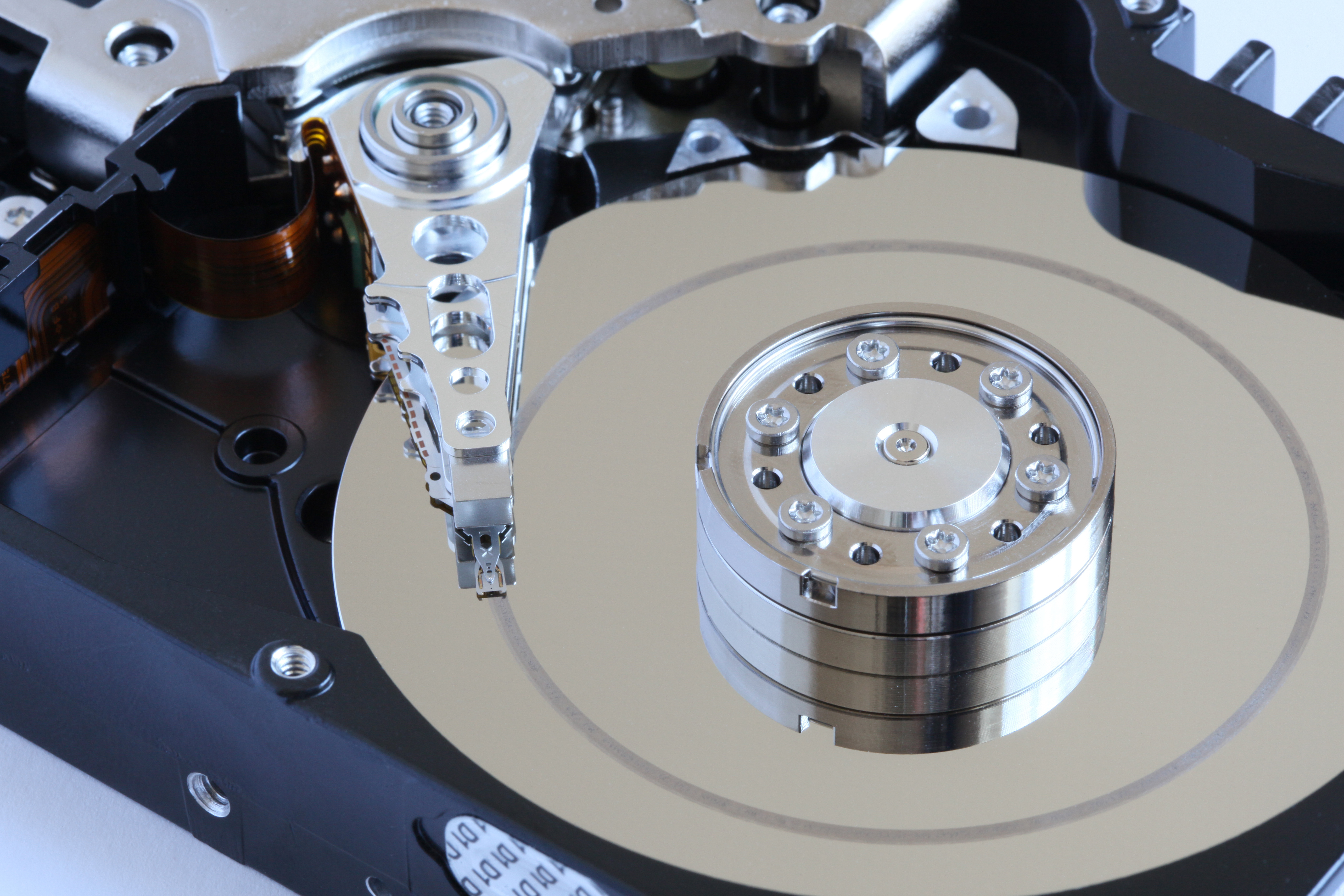
현대의 드라이브에서 발생한 헤드 충돌. 플래터 위의 원형 스크래치 표시를 참고할 것.

헤드 충돌 또는 헤드 크래시(head crash)는 하드 디스크 드라이브의 읽기-쓰기 헤드가 회전하는 플래터와 접촉하여 표면이 깎이고 자기 미디어가 영구적으로 손상될 때 발생하는 하드 디스크 오류이다. 이는 디스크가 갑자기 심하게 움직일 때 가장 흔히 발생한다. 예를 들어 노트북이 작동하는 동안 땅에 떨어지거나 컴퓨터에 물리적인 충격이 가해지면 충격이 가해진다.

## 헤드의 상세 내용
헤드는 일반적으로 플래터 표면에 갇힌 움직이는 공기의 얇은 막 위에 떠 있다(1990년대 중반 "Conner Peripherals"에서 제조한 일부 드라이브는 대신 얇은 액체 층을 사용함). 헤드와 플래터 사이의 거리를 비행 높이(flying height)라고 한다. 플래터의 최상층은 윤활제 역할을 하는 테플론 같은 소재로 만들어졌다. 그 아래에는 스퍼터링된 탄소층이 있다. 이 두 층은 읽기-쓰기 헤드에 대한 우발적인 접촉으로부터 자기층(데이터 저장 영역)을 보호한다.
디스크 읽기 및 쓰기 헤드는 보호층을 긁을 수 있을 만큼 단단한 재료를 포함하는 박막 기술을 사용하여 만들어졌다. 헤드 충돌은 헤드에서 플래터에 충분한 압력을 가하여 자기 저장 층을 긁어내는 힘에 의해 시작될 수 있다. 먼지나 기타 이물질의 작은 입자, 과도한 충격이나 진동(예: 실행 중인 드라이브를 실수로 떨어뜨리는 경우)으로 인해 헤드가 디스크에 부딪혀 헤드가 접촉하는 영역의 얇은 자기 코팅이 파괴될 수 있다. 그 과정에서 머리가 손상된다. 이러한 초기 충돌 이후 손상된 영역의 수많은 미세 입자가 다른 영역에 떨어질 수 있으며 헤드가 해당 입자 위로 움직일 때 더 많은 헤드 충돌을 일으켜 심각한 손상과 데이터 손실을 초래하고 드라이브를 쓸모 없게 만들 수 있다. 일부 최신 하드 디스크에는 자유 낙하 센서가 통합되어 실수로 드라이브를 떨어뜨려 발생하는 헤드 충돌을 방지한다.

## 같이 보기
- 불량 섹터